# Gery Vink
Gery Vink (Opheusden, 30 augustus 1965) is een Nederlands voormalig voetbalspeler en huidig voetbaltrainer. Vink kwam in het betaalde voetbal uit voor FC Wageningen en was gedurende zijn trainersloopbaan twee wedstrijden interim-hoofdtrainer van Eredivisionist Willem II. Hij is de vader van Wimilio Vink.

## Loopbaan
Vink begon als voetballer bij Sparta '57 en maakte in 1980 op 15-jarige leeftijd de overstap naar het beloftenelftal van FC Wageningen. Nadien kwam hij uit voor VV Rheden, SV TEC en VV Lunteren.

### Ajax jeugdopleiding
Vink stopte op 37-jarige leeftijd met voetballen. Daarna begon zijn carrière als jeugdtrainer bij SBV Vitesse, waar hij de onder 15 en onder 19 leidde en met spelers als Ricky van Wolfswinkel en Nicky Kuiper samenwerkte. Vervolgens maakte hij voor twee seizoenen de overstap naar PSV. Na een jaar bij wederom Vitesse, ging Vink naar Ajax, waar hij startte als jeugdtrainer van de A2. Hij zou uiteindelijk ruim tien jaar werken in de jeugdopleiding van de Amsterdamsche voetbalclub. Met de A2 won Vink tweemaal de A-Junioren Eerste divisie, in 2008 en 2009. Op 3 januari 2011 werd hij per direct aangesteld als coach van Jong Ajax. De Gelderlander volgde Albert van der Dussen op voor wie een andere functie werd gezocht binnen de organisatie. In 2012 won Vink met Jong Ajax de KNVB Beker beloften. Medio 2013 werd Vink bij Jong Ajax vervangen door Alfons Groenendijk en keerde hij zelf terug naar de A2. Tot 2017 zou Vink uiteindelijk verscheidene jeugdelftallen van Ajax onder zijn hoede hebben. Met Ajax onder 17 won Vink in zijn laatste volledige seizoen bij Ajax de landstitel en de Future Cup. Op 6 oktober 2017 vertrok Vink bij Ajax vanwege een verschil van mening.

### Willem II en SV TEC
Voorafgaand aan het seizoen 2018/19 werd Vink door Willem II gepresenteerd als nieuwe assistent-trainer van de nieuwe hoofdtrainer Adrie Koster. De finale van de KNVB beker werd dat seizoen gehaald, maar hierin bleek Ajax met 4-0 te sterk. In het seizoen 2019/20 combineerde Vink zijn werkzaamheden bij Willem II met het assistent-trainerschap bij SV TEC. Vink was sinds 2010 al verbonden aan de club uit Tiel in zijn rol als adviseur en maakte de opmars van de club mee van de Derde klasse naar de Tweede divisie. In 2020 stopte hij met zijn taken bij TEC, om zich volledig te kunnen focussen op Willem II.
Vink had in het seizoen 2020/21 tweemaal de leiding over het eerste elftal. Direct na het ontslag van Adrie Koster stond Vink aan het roer tijdens de 3-1 nederlaag bij Ajax op 28 januari. En toen Željko Petrović de eindverantwoordelijke was, maar vanwege een acute hernia niet in staat was om bij de uitwedstrijd op 1 mei tegen FC Utrecht te zijn, zat Vink eveneens op de bank. Dat duel ging met 3-2 verloren. Aan het einde van het seizoen 2020/21 besloot Willem II het aflopende contract van Vink niet te verlengen. Dit omdat nieuwe hoofdtrainer Fred Grim (grotendeels) zijn eigen staf besloot mee te nemen naar de Tilburgse club.

### GVVV / Vitesse
Op 18 oktober 2021 werd Vink gepresenteerd als nieuwe hoofdtrainer van de Veenendaalse tweededivisionist GVVV. Hier volgde hij de eerder opgestapte Jochem Twisker op. Aan het einde van het seizoen eindigde Vink met zijn ploeg op de zeventiende plaats wat degradatie naar de Derde divisie betekende. Een jaar later promoveerde Vink met GVVV via de nacompetitie weer terug naar de Tweede divisie.
In het seizoen 2024/25 combineerde Vink zijn werkzaamheden bij GVVV met het assistent-trainerschap bij Vitesse, waar hij de rechterhand werd van John van den Brom.